# オー・ヤー
『オー・ヤー』（原題：Oh Yeah）は、アメリカ合衆国のジャズ・ミュージシャン、チャールズ・ミンガスが1961年に録音し、1962年にアトランティック・レコードから発表したスタジオ・アルバム。

## 解説
ミンガスは本来ベーシストだが、本作ではピアノとボーカルを担当し、ベース・パートはダグ・ワトキンスに任せた。本作に参加したローランド・カークは、数か月ミンガスのバンドに所属しており、本作の大部分の曲でサクソフォーン・ソロを担当したが、「デヴィル・ウーマン」のセカンド・ソロと「ワム・バム・サンキュー・マム」のソロはブッカー・アーヴィンによる。本作は1961年11月9日のセッションで録音されており、当時アウトテイクとなった「"Old" Blues for Walt's Torin」、「Peggy's Blue Skylight」、「Invisible Lady」は、後にアルバム『トゥナイト・アット・ヌーン』で発表され、これら3曲は本作の1999年リマスターCDにもボーナス・トラックとして収録された。
スティーヴ・ヒューイはオールミュージックにおいて満点の5点を付け「ミンガスは常に、曲名やアレンジを通じて型破りなユーモアのセンスを披露してきたが、特に『オー・ヤー』には、徹底的に捻くれた場面が多い。それは、ミンガスによる自由奔放なヴォーカリーズだけでなく、無軌道な天才ローランド・カークの参加によるところも大きい」「恐らくミンガスの中でも特に風変わりなアルバムであり、実に力強い」と評している。

## 収録曲
全曲ともチャールズ・ミンガス作。
1. ホッグ・コーリン・ブルース - "Hog Callin' Blues" - 7:28
2. デヴィル・ウーマン - "Devil Woman" - 9:43
3. ワム・バム・サンキュー・マム - "Wham Bam Thank You Ma'am" - 4:47
4. イクルージアスティックス - "Ecclusiastics" - 6:59
5. 神よ原子爆弾を降らせ給うな - "Oh Lord Don't Let Them Drop That Atomic Bomb on Me" - 5:43
6. イート・ザット・チキン - "Eat That Chicken" - 4:41
7. パッションズ・オブ・ア・マン - "Passions of a Man" - 5:03

### 1999年リマスターCDボーナス・トラック
1. ""Old" Blues for Walt's Torin" - 7:58
2. "Peggy's Blue Skylight" - 9:49
3. "Invisible Lady" - 4:48

## 参加ミュージシャン
- チャールズ・ミンガス - ピアノ、ボーカル
- ローランド・カーク - テナー・サクソフォーン、フルート、サイレン、マンツェロ、ストリッチ
- ブッカー・アーヴィン - テナー・サクソフォーン
- ジミー・ネッパー - トロンボーン
- ダグ・ワトキンス（英語版） - ベース
- ダニー・リッチモンド - ドラムス